# Mira topogràfica

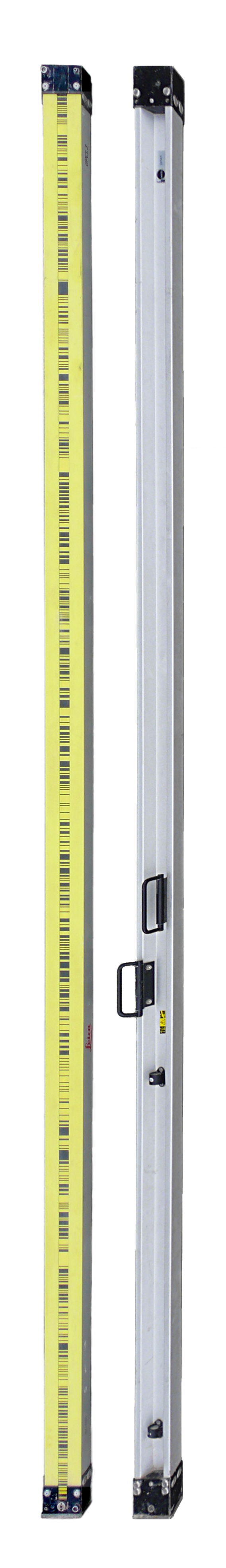
Mira invar amb codi de barres (davant, darrere)

En topografia, una mira topogràfica o estàdia és un regle graduat que permet mitjançant un nivell topogràfic, mesurar desnivells, és a dir, diferències d'alçada.
Amb una mira, també es poden mesurar distàncies amb  mètodes trigonomètrics, o mitjançant la retícula de telèmetre estadimètric integrada dins d'un nivell topogràfic, un teodolit o bé un taquímetre
Hi ha diferents models de mira:
- Les més comunes són les mires d'alumini, telescòpiques, de 4 o 5 metres.
- Les mires tradicionals eren de fusta pintada, plegables. La fusta havia de ser ben seca i estabilitzada.
- Per a obtenir mesures més precises, hi ha mires en fibra de vidre amb peces desmuntables i acoblables, per tal de minimitzar les diferències a causa dels jocs inevitables.
- Per a una major precisió, hi ha mires d'Invar, per a ser emprades amb els nivells de precisió amb micròmetre de placa paral·lela: són d'una sola peça, disponible en diferents longituds, per exemple, 3 metres per a usos corrents, o d'un metre per mesurar a sota terra.

Els nivells emprats fins a 1970 invertien la imatge, per aquest motiu les mires es pintaven llavors en simetria especular perquè les xifres es poguessin llegir, però avui dia ja no és el cas.
Les mires estan graduades en metres, decímetres i centímetres, la lectura es realitza precisant fins al mil·límetre.
En les mires destinades a ser usades amb nivells electrònics, les graduacions són reemplaçades per un codi de barres.
Solen portar un nivell de bombolla per comprovar la seva verticalitat durant la mesura.

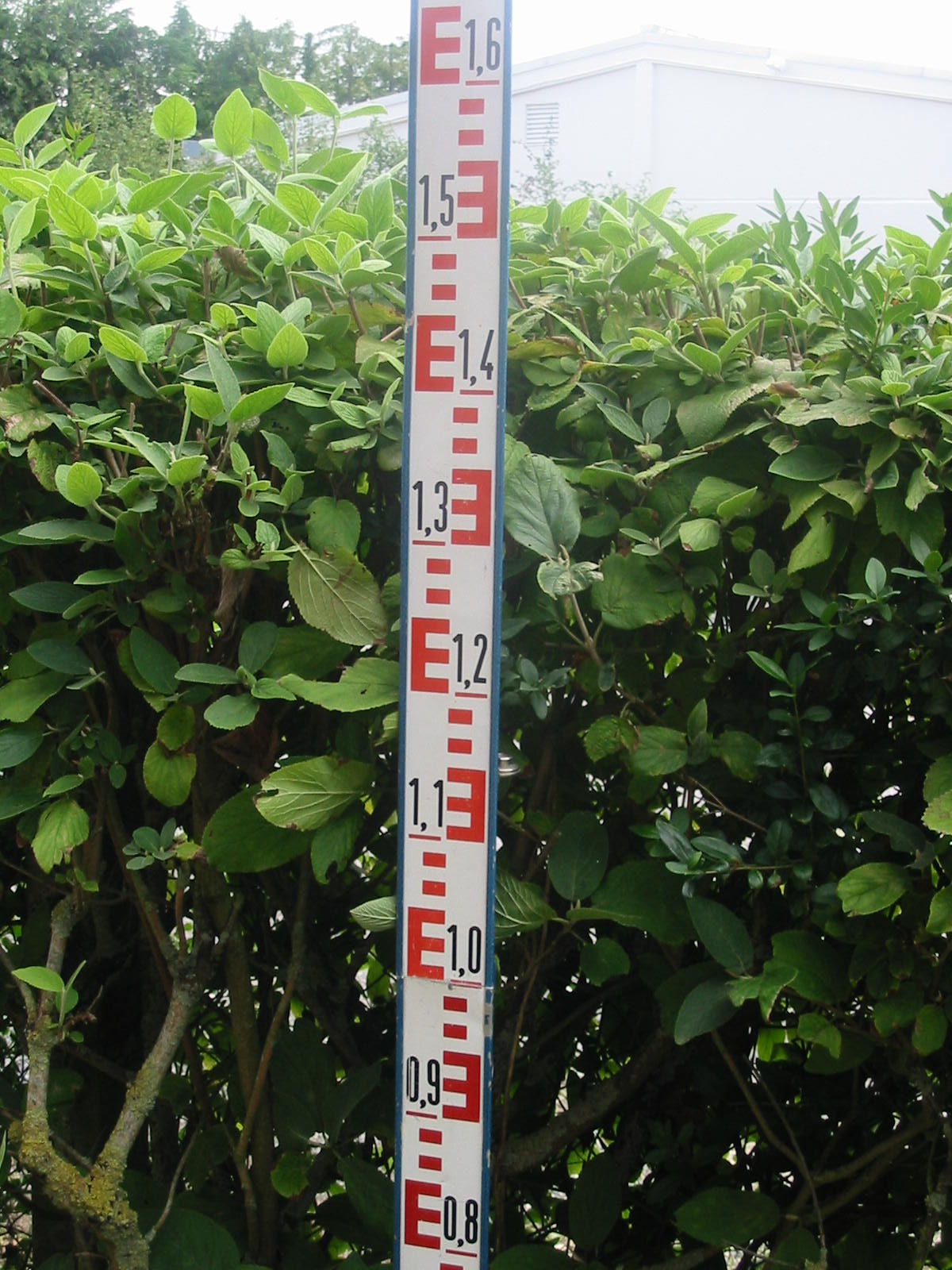
Mira de geomètre
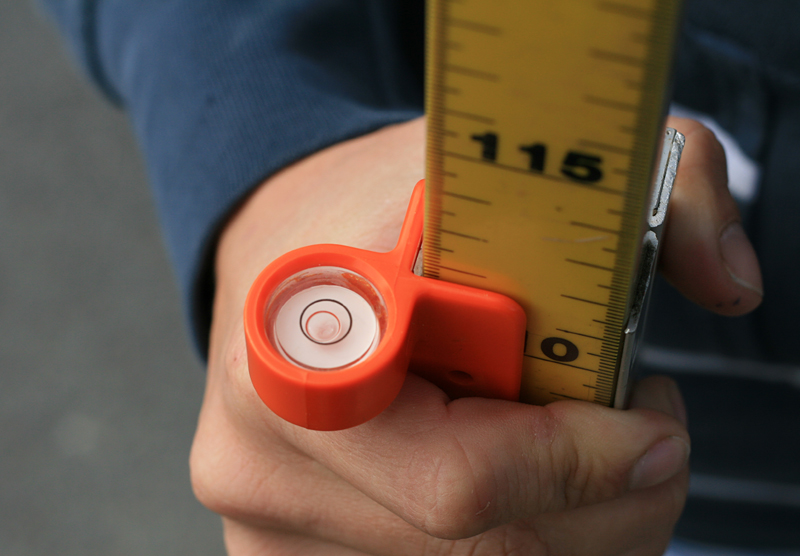
Nivell en una mira anglosaxona
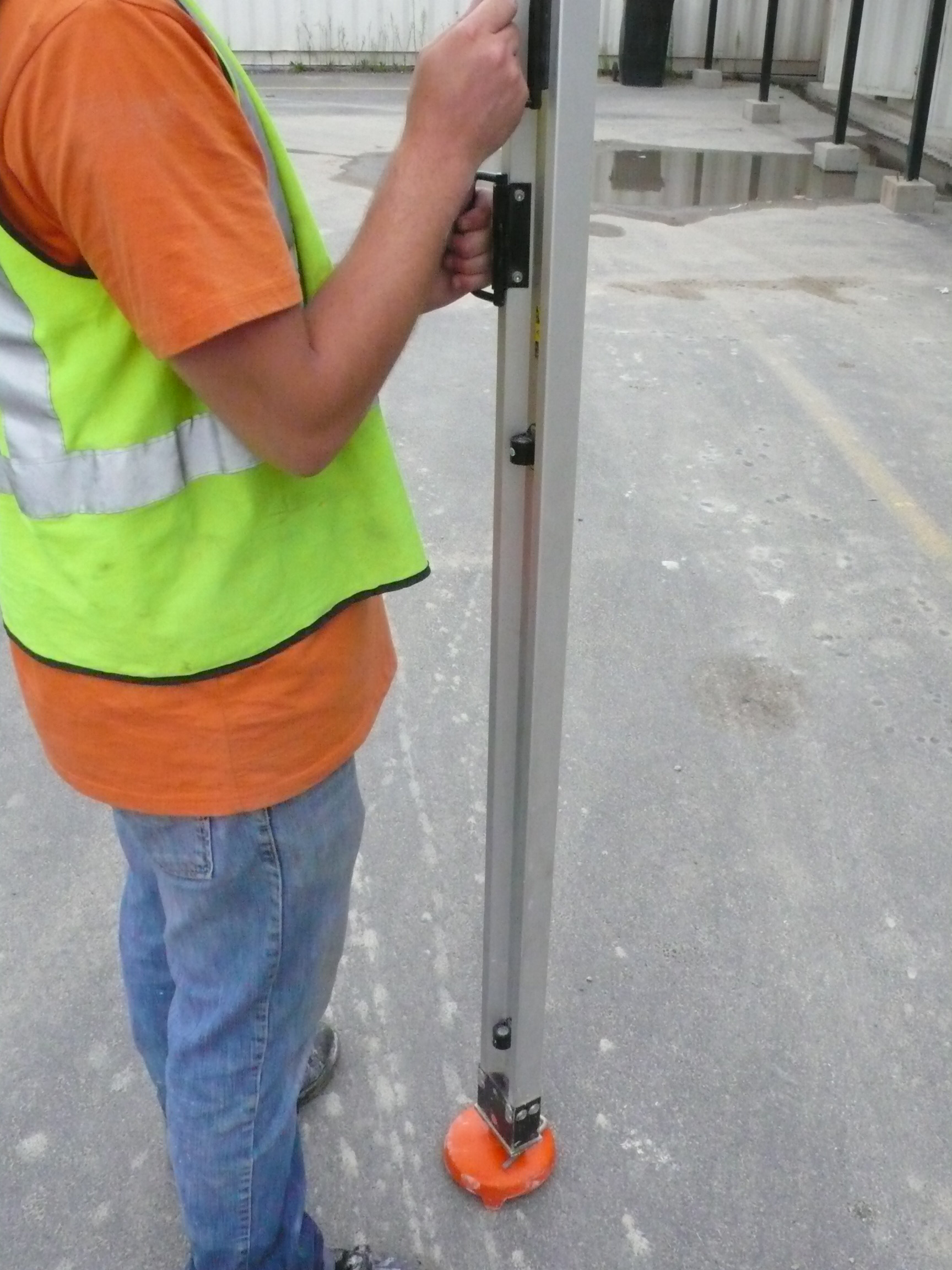
Mira d'Invar, aguantada per un operador
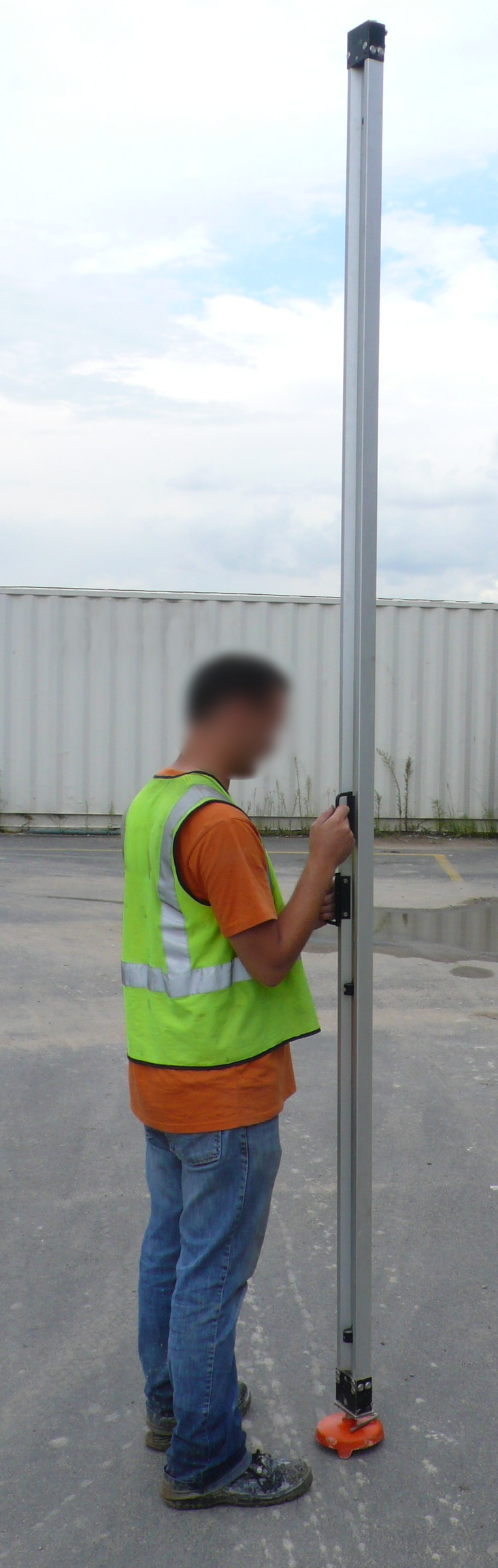
Mira d'Invar, aguantada en posició vertical per un operador.